# José Régio
José Régio, pseudonimo di José Maria dos Reis Pereira (Vila do Conde, 17 settembre 1901 – Vila do Conde, 22 dicembre 1969), è stato uno scrittore, poeta e drammaturgo portoghese.

## Biografia
La formazione accademica di José Régio avvenne all'Università di Coimbra, dove egli studio Filologia romanza.
Nella stessa città di Coimbra, fu cofondatore della rivista modernista Presença (1927-1940), della quale fu anche codirettore, assieme a João Gaspar Simões, Branquinho da Fonseca e Adolfo Casais Monteiro. Tale iniziativa culturale presencista segna in modo indelebile il cosiddetto «secondo» modernismo portoghese, del quale Régio è uno dei protagonisti.
Nel 1941, fu autore di una Piccola storia della letteratura portoghese moderna (Pequena história da moderna literatura portuguesa), uno studio sviluppato a partire dalla sua tesi di laurea, nella quale Régio aveva trattato autori a lui contemporanei, quali i protagonisti del «primo» modernismo portoghese, Fernando Pessoa e Mário de Sá-Carneiro.
Fu autore di un'opera molto diversificata in termini tecnici e di genere: poeta, romanzista, drammaturgo, saggista, critico letterario, disegnatore e pittore.
Fratello del pittore Júlio Maria dos Reis Pereira (conosciuto come Julio e Saúl Dias), José Régio non si sposò.
Rimasero celebri gli incontri informali e i dibattiti letterari ai quali partecipava presso il Café Central di Coimbra, con la generazione legata alla rivista Presença, i quali furono definiti da Gaspar Simões come «cenacolo dove Régio davvero pontificava» («cenáculo onde Régio realmente pontificava»).